# Episodi di Here's Lucy (seconda stagione)
La seconda stagione della serie televisiva Here's Lucy è stata trasmessa in anteprima negli Stati Uniti d'America dalla CBS tra il 22 settembre 1969 e il 2 marzo 1970.
| nº | Titolo originale                            | Titolo italiano | Prima TV USA      | Prima TV Italia |
| -- | ------------------------------------------- | --------------- | ----------------- | --------------- |
| 1  | Lucy Goes to the Air Force Academy (Part 1) |                 | 22 settembre 1969 |                 |
| 2  | Lucy Goes to the Air Force Academy (Part 2) |                 | 29 settembre 1969 |                 |
| 3  | Lucy and the Indian Chief                   |                 | 6 ottobre 1969    |                 |
| 4  | Lucy Runs the Rapids                        |                 | 13 ottobre 1969   |                 |
| 5  | Lucy and Harry's Tonsils                    |                 | 20 ottobre 1969   |                 |
| 6  | Lucy and the Andrews Sisters                |                 | 27 ottobre 1969   |                 |
| 7  | Lucy's Burglar's Alarm                      |                 | 3 novembre 1969   |                 |
| 8  | Lucy at the Drive-In Movie                  |                 | 10 novembre 1969  |                 |
| 9  | Lucy and the Used Car Dealer                |                 | 17 novembre 1969  |                 |
| 10 | Lucy, the Cement Worker                     |                 | 24 novembre 1969  |                 |
| 11 | Lucy and Johnny Carson                      |                 | 1º dicembre 1969  |                 |
| 12 | Lucy and the Generation Gap                 |                 | 8 dicembre 1969   |                 |
| 13 | Lucy and the Bogie Affair                   |                 | 15 dicembre 1969  |                 |
| 14 | Lucy Protects Her Job                       |                 | 22 dicembre 1969  |                 |
| 15 | Lucy the Helpful Mother                     |                 | 29 dicembre 1969  |                 |
| 16 | Lucy and Liberace                           |                 | 5 gennaio 1970    |                 |
| 17 | Lucy, the Laundress                         |                 | 12 gennaio 1970   |                 |
| 18 | Lucy and Lawrence Welk                      |                 | 19 gennaio 1970   |                 |
| 19 | Lucy and Viv Visit TiJuana                  |                 | 26 gennaio 1970   |                 |
| 20 | Lucy and Ann-Margret                        |                 | 2 febbraio 1970   |                 |
| 21 | Lucy and Wally Cox                          |                 | 9 febbraio 1970   |                 |
| 22 | Lucy and Wayne Newton                       |                 | 16 febbraio 1970  |                 |
| 23 | Lucy Takes Over                             |                 | 23 febbraio 1970  |                 |
| 24 | Lucy Competes With Carol Burnett            |                 | 2 marzo 1970      |                 |